# Kastanjezanger
De kastanjezanger (Setophaga castanea, synoniem: Dendroica castanea) is een zangvogel uit de familie der Parulidae (Amerikaanse zangers).

## Verspreiding en leefgebied
Deze soort komt voor in zuidelijk en zuidoostelijk Canada en de noordoostelijke Verenigde Staten in volgroeide sparrenbossen.